# Guéorgui Markov (écrivain soviétique)
Pour les articles homonymes, voir Guéorgui Markov et Markov.
Guéorgui Mokeïevitch Markov (en russe : Георгий Мокеевич Марков), né le 6 (19) avril 1911 à Novokouskovo, village du gouvernement de Tomsk, et mort le 26 septembre 1991 à Moscou, est un écrivain soviétique.

## Biographie
Guéorgui Markov est membre du PCUS depuis 1946. Il a été premier secrétaire de l'Union des écrivains soviétiques de 1977 à 1986.
Ses romans ont surtout pour cadre la Sibérie et appartiennent au courant réaliste.

## Honneurs et récompenses
- Nommé deux fois Héros du travail socialiste (1974, 1984) ;
- Lauréat du prix Lénine en 1976 ;
- Prix Staline de 3e classe en 1952, pour le roman Les Strogov .

## Œuvres
- Romans :
  - Les Strogov (Строговы, vol. 1-2, 1939-1946)
  - Le Sel de la terre (Соль земли, vol. 1-2, 1954-1960)
  - Père et fils (Отец и сын, vol. 1-2, 1963-1964)
  - La Sibérie (Сибирь, vol. 1-2, 1969-1973)
  - Pour le siècle à venir (Грядущему веку, 1981-1982)
- Nouvelles :
  - Soldat d’infanterie (Солдат пехоты, 1947-1948)
  - Les Aigles sur Khingan (Орлы над Хинганом, 1967)
  - La Terre d'Ivan Egorytch (Земля Ивана Егорыча, 1974)
  - Testament (Завещание, 1975)
  - Une brindille dans le vent (Тростинка на ветру, 1977)
  - Ma période militaire (Моя военная пора, 1979)
- Récits, reportages :
  - Lettre pour Mareevka (Письмо в Мареевку, 1952)
  - Recueil d'articles critiques Les Horizons de vie et le travail d'écrivain (Горизонты жизни и труд писателя, 1978)
- Dramaturgie
  - L'Été impitoyable (Беспощадное лето, 1967)
  - Le Défi (Вызов, 1980)